# 開本浩矢
開本 浩矢（ひらきもと ひろや、1969年 - ）は、日本の経営学者。大阪大学大学院経済学研究科経営学専攻教授。専門はクリエイティビティ・マネジメント、組織行動論、人的資源管理論。

## 人物
広島県生まれ。1991年大阪大学経済学部を卒業後、1993年神戸大学大学院経営学研究科を修了し、修士（経営学）を得る。1995年神戸大学大学院経営学研究科博士後期課程を中途退学し、神戸商科大学(現兵庫県立大学)助手に就任する。講師・助教授を経て、2007年に兵庫県立大学経営学部教授に就任する。2012年より兵庫県立大学政策科学研究所所長に就任する。2014年4月より経営学部長・経営学研究科長を歴任する。2017年4月兵庫県立大学名誉教授となり、大阪大学大学院経済学研究科教授に就任する。
2006年11月15日、「研究開発技術者の業績向上に関する経営学的研究」により博士 (経営学)（神戸大学）を得る（学位授与番号]乙第2904号）。
著書『クリエイティビティ・マネジメント』では、創造性を現場に活用する方法について現在までの成果を取りまとめた。『入門組織行動論(第2版)』は組織における人間行動、リーダーシップ、組織コミットメントを体系的に分かりやすく組織行動論の基本的事項記述する。著書『研究開発の組織行動』では、研究開発技術の外発的モチベータ、内発的モチベータ、期待形成、個人・組織・環境特性を統合するモチベーション・プロセスモデルを提唱した。
2013年9月4日、子育て応援「企業人」セミナーin尼崎「経営戦略としてのワーク・ライフ・バランス」(主催者：尼崎商工会議所、兵庫労働局、兵庫県、尼崎市、尼崎経営者協会 等)においてパネルディスカッションのコーディネータを務める。
2008年5月17日、コンポ大阪｢2008年情報サービスセミナーin大阪｣において、｢人財危機・人的資源管理の重要性｣について講演した。
2015年9月10日、神戸三宮東急REIホテルにおいて、一般社団法人兵庫県建築会の主催で『人あまりから人不足社会への転換と人材育成の課題』のテーマで講演し、企業にの人材定着の課題、採用戦略の問題、人材育成の問題について採用戦略や定着のための考え方を述べた。

## 著作
単著
- 『研究開発の組織行動』（ISBN 978-4502383809、中央経済社、2006年)

共編著
- 『心理的資本をマネジメントに活かす:人と組織の成長を加速する「HERO」を手に入れる』（ISBN 978-4502467912、中央経済社、2023年、共著）
- 『こころの資本 心理的資本とその展開』（ISBN 978-4502336812、中央経済社、2020年、監訳）
- 『組織行動論（ベーシック+）』（ISBN 978-4502295614、中央経済社、2019年、編著)
- 『経験から学ぶ経営学入門 第2版』（ISBN 978-4641184435、有斐閣、2018年、共著)
- 『入門 組織行動論 第2版』（ISBN 978-4502089503、中央経済社、2014年、編著)
- 『現代 人的資源管理』（ISBN 978-4502089107、中央経済社、2014年、共著)
- 『クリエイティビティ・マネジメント ―創造性研究とその系譜―』（ISBN 978-4561265801、白桃書房、2012年、共著)
- 『入門 人的資源管理 第2版』（ISBN 978-4502673603、中央経済社、2010年、共著)
- 『入門 組織行動論』（ISBN 978-4502390005、中央経済社、2007年、編著)
- 『経験から学ぶ経営学入門』（ISBN 978-4641183483、有斐閣、2007年、共著）
- 『入門 人的資源管理』（ISBN 978-4502367700、中央経済社、2003年、共著)
- 『経営と会計のニュー・フロンティア』（ISBN 978-4502345357、中央経済社、1998年、共著)

## 受賞歴
2003年経営行動科学学会優秀事例賞